# Château de Barelsteyn
 (février 2024).
Si vous disposez d'ouvrages ou d'articles de référence ou si vous connaissez des sites web de qualité traitant du thème abordé ici, merci de compléter l'article en donnant les références utiles à sa vérifiabilité et en les liant à la section « Notes et références ».
Le chateau-ferme de Barelsteyn, également appelé Barelstein ou Baerelhof, était une cour de château franque située à Bornem dans la province d'Anvers en Belgique, là où l'actuelle Koningsbeek rencontre la Barelstraat.

## Emplacement et nom
La Barelstraat est une route sinueuse qui part du centre de Bornem en direction d'Oppuurs. Le domaine Barelsteyn était situé à gauche de l'actuel Koningsbeek, où le Bareldreef rencontre la Barelstraat, non loin de l'actuelle Ferme des Enfants et de la taverne Barelstein. La propriété était entourée d'un fossé qui était relié au Koningsbeek. Le Koningsbeek était l'un des plus anciens cours d'eau connu de Bornem. Avec le Ronnebeek, il se jette dans le Vliet. Dans le registre fiscal de 1370, elle est déjà mentionnée sous le nom de Moerbeke et dans le registre de la XXe médaille de 1571 nous la trouvons sous le nom de Coninckxbeke.
Les autres noms de Barelsteyn retrouvés dans les actes et documents sont Hof van Baerle (livre de prêt de 1425), Hof Barelsteyn (registre de la XXème médaille de 1571), Huysinghe van plaisantien (1627) et Castel (1742). Il ne reste rien de la propriété en dehors d'une partie des remparts. Durant certaines périodes de l'année, les traces des fondations ne peuvent être détectées que par la différence de couleur du sol. Pour autant que l'on sache, aucune image ou photo claire n'a été trouvée. Pour se faire une idée de cette cour de château, il faut se fier aux dessins des cartes anciennes.

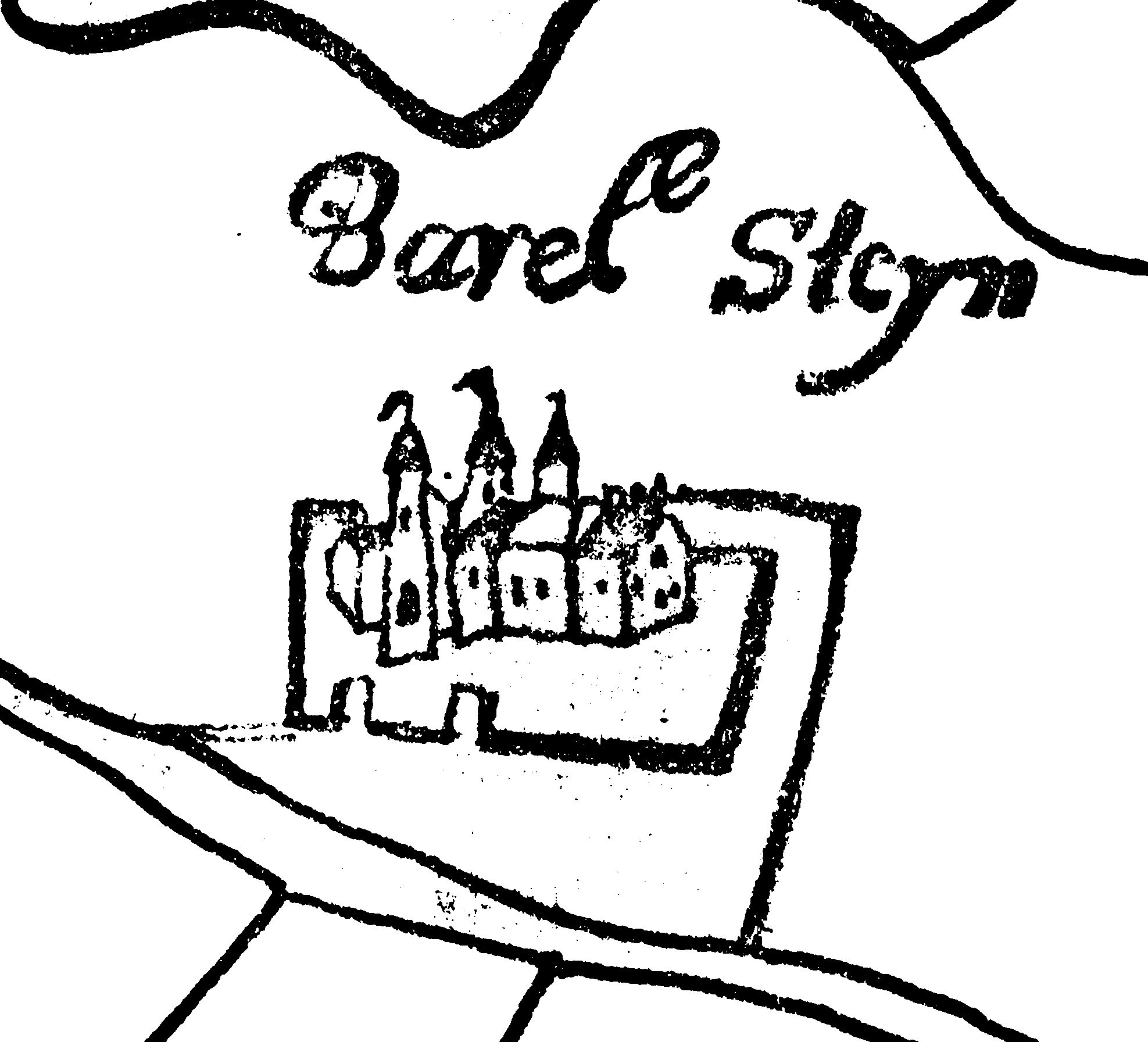
La Cour Barelsteyn (Sermeelen 1647)

Une ancienne carte de 1647 de l'arpenteur Jeremias Sermeelen intitulée "Casselrije, Landt ende Graefschap van Bornhem" montre un château fortifié (une pierre) avec trois tourelles (voir fig. ). Le Barelsteyn se trouve également sur la "Caerte Figuratieve van den Graefschappe van Bornhem" de Pieter Meysmans (1676-1677).

## La famille franque de Barla
La famille franque de Barla (appelée aussi van Baerle) construisit un chateau-ferme à Bornem au Moyen Âge, un « Steyn » entouré d'un rempart. C'était un prêt gratuit de la seigneurie de Bornem. La plus ancienne mention de Barelsteyn se trouve dans un document de 1350 : « een hof gheleghen in de Baerle strate ».
L'origine du nom Steyn, Stein ou Steen doit être recherchée au début du Moyen Âge. La population rurale vivait alors majoritairement dans des huttes de terre. La classe moyenne, surtout dans les villes, a trouvé refuge dans des maisons principalement en bois. Seuls le gouverneur et les grands seigneurs pouvaient se permettre de vivre dans une maison de pierre, un château ou une forteresse. En Allemagne également, de nombreux noms de lieux peuvent être trouvés avec la terminaison -stein.
Le nom Barel vient de la famille franque de Barla (appelée aussi van Baerle), qui s'y installa pendant la période de colonisation franque. Un membre de la famille de Barla apparaît comme témoin dans un acte de 1218.
Les Francs étaient un groupe de peuples germaniques occidentaux qui habitaient la région du Bas-Rhin et du Moyen-Rhin. Carausius, un chef ménapique, se voit confier par l'empereur Maximien la défense de la frontière impériale dans le nord de la Gaule. Cependant, en 287, il se révolte et les Francs en profitent pour conquérir les régions comprises entre le Rhin et le Waal (Pays-Bas), entre les estuaires du Rhin et de l'Escaut et la Taxandria (Brabant septentrional et Anvers). Sous Julien l'Apostat (355-361), les Francs ont obtenu des droits permanents en Taxandria. En 358, ils sont devenus le premier État client Francs-Saliques de l'Empire romain.
Dans la 2e moitié du IVe siècle, les Francs poursuivent leur colonisation. Le pays de Waas vient en premier. Ensuite, ils s'installèrent progressivement dans la vallée de l'Escaut et plus tard dans la vallée de la Lys. Ce n'était pas une occupation violente, mais plutôt une prise de contrôle progressive des terres et des possessions abandonnées par les Romains.
A Bornem et Luipegem, les Francs s'installent donc dans des villae ou fermes délaissées par les immigrés gallo-romains. Ils attachaient une grande importance à la présence d'eau pour l'élevage, c'est pourquoi la situation de Bornem sur le Vieil Escaut était pour eux l'emplacement idéal.

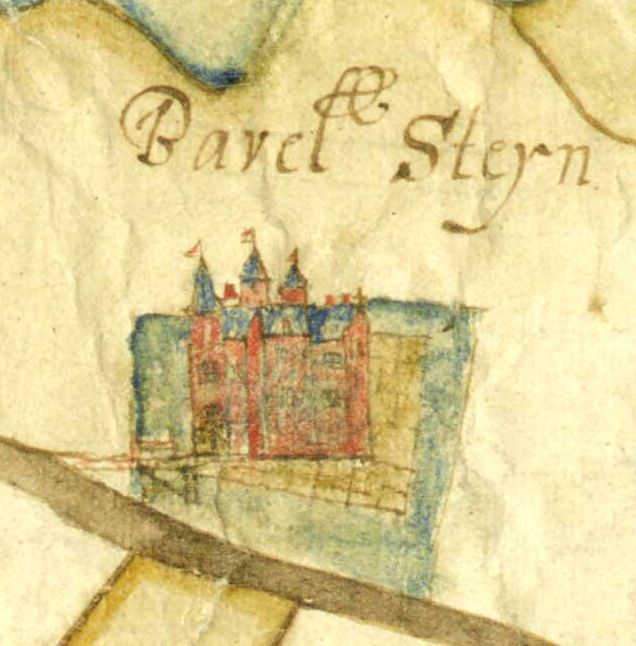
Barel Steyn (Le Cluijs Hoeve et ses environs à Bornem - Jérémie Sermeelen 1647)

## Premiers propriétaires
Les membres les plus anciens de la famille Van Barel mentionnés dans les documents sont Swalu ou Swalen van Barel et Abo van Baerle. C'est à cette époque que Swalu van Barel a développé le domaine dit de Swaluwveld, situé sur le site de l'actuel Fort van Bornem  . Le Swaluwveld ou Swaelevelt était déjà mentionné comme tel dans le registre de prêt de 1373. Sur la carte de Pieter Meysmans de 1676, il était déjà subdivisé en plusieurs parcelles avec le côté étroit contre Steenweg op Oppuurs. En 1659, nous lisons Swalevelt, mais plus tard le nom Swaluvelt apparaîtra également.
Abo van Baerle a développé ensuite le domaine sous le nom d'Absveld. L'actuelle Absveldstraat fait référence à cet adoption. L'Absveld était situé entre la Sint Amandsesteenweg et la Barelstraat. La mention la plus ancienne de ce domaine se trouve dans l'évaluation du domaine de Bornem (1318). Plus tard, l'église de Bornem a engagé certains intérêts dans ce domaine. Par exemple, de 1680 jusqu'aux Boeren Krijgs, un pot de vin fut payé par an sur un morceau de mur de jour différent comme loyer, successivement par Jan Van Haver, Adriaan Moens, de Wezen Moens, Joos Van Hoorick et Gillis Van Grootven.
La famille Van Baerle a ensuite développé le domaine dit de Barelveld (également appelé Barlevelt ou Baerlevelt). Il était situé entre la Sint-Amandsesteenweg et la Barelstraat. Sur la carte de Pieter Meysmans de 1676, il est dessiné comme un grand champ rectangulaire d'une superficie de plus de 2500 "bâtonnets". Le terrain était coupé en deux par ce qu'on appelle encore le Bareldreef, qui s'ouvre sur le Barelsteyn. Dans les comptes de l'église, il est généralement appelé Barelvelt.
Le domaine de Cleembroek a également été récupéré par la famille Van Barel. Le Cleembroek était situé entre l'ancienne Kluishoeve franque (De Cluyse) à la fin de la Kluisstraat et de la Barelstraat. Il s'étendait derrière le Barelsteyn. Quant à ce domaine, la plus ancienne orthographe trouvée date de 1318 et donne Cleenbroeck et Clenebroec. Le nom français Petit Broeck a également été trouvé, de sorte que nous pouvons affirmer qu'ils signifiaient en fait Klein Broek. On retrouve également Cleynbroeck écrit dans les comptes de l'église de 1705 à 1720. Les orthographes plus anciennes indiquent Clembroeck (1599) et Cleembroeck (1640). La carte de C. Popp de 1860 montre Kleenbroeck.

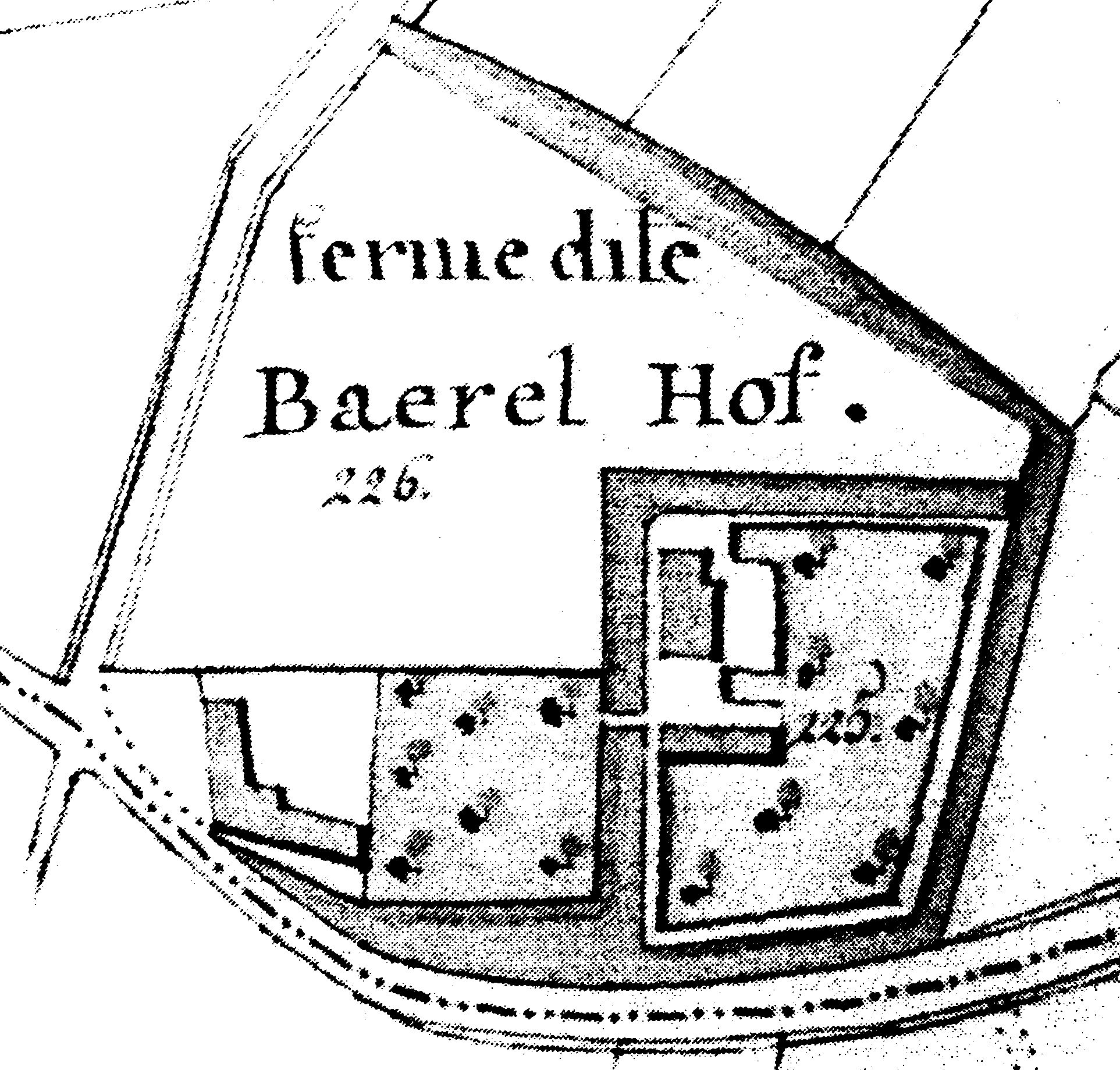
Ferme dite Baerel Hof - Atlas Gigault 1807

## Première phase historique (1301-1595)
Au début du XIVe siècle, la propriété de la ferme-château de Barelsteyn fut transmise à Gijsbrecht Van Leeuwerghem, gouverneur et châtelain de Bornem. Avec quelques autres fiefs, il avait acheté Barelsteyn vers 1301 et il tenta d'élever sa propriété au rang de seigneurie dotée de sa propre juridiction. Il y condamnait les infractions et prononçait les amendes. Gijsbrecht a notamment combattu lors de la bataille des Éperons d'or en 1302 sur le Groeningkouter à Courtrai avec Willem van Boernheim (Bornem). Willem était chevalier hospitalier de Saint-Jean à Jérusalem. La veille de cette bataille, il avait également pris part à la prise et à l'ascension du château de Maele. Sur le Groeningeveld, il était commandant des écuyers, également appelés Zwane-Ridders.
Par la suite, Robert de Cassel, le 2e fils de Robert III de Flandre, fut marié à Jeanne de Bretagne. Il devint seigneur de Bornem jusqu'à sa mort en 1331 et se préoccupa davantage de ses possessions que les précédents seigneurs de Bornem. Robert n'était pas d'accord avec les plans de Gijsbrecht de faire de Barelsteyn sa propre juridiction. Il tint donc une audience solennelle en 1314 au prieuré de Bornem et condamna Gijsbrecht. Tous les droits que Gijsbrecht s'était appropriés ont été confisqués.
En 1393, un certain Jan van Wijeghem est reconnu comme étant le propriétaire de Barelsteyn. Son fils Claus vend tous les biens à la famille Van Tannerien. Cette famille a habité Barelsteyn jusqu'à la 2e moitié du XVIe siècle. Pendant les guerres de religion, la propriété changea fréquemment de mains. On retrouve ainsi successivement Jan Baptist van Damme, Diederick van de Werve van Antwerp et Rombout Danckaerts.
Le comte Charles de Mansfeld (1543-1595) fut le propriétaire suivant de Barelsteyn. Charles était le fils de Pierre-Ernest Ier de Mansfeld, célèbre commandant de l'armée des troupes impériales et gouverneur des Pays-Bas du Sud de 1588 à 1592. Il épousa Marie Christine d'Egmont, fille de Lamoral comte d'Egmont. Le contrat de mariage fut rédigé le 12 décembre 1591 à l'Hôtel d'Hoogstraeten à Bruxelles. Il y réuni les domaines fonciers de Temse, Buggenhout, St. Amands et Baasrode. Marie Christine a rapporté une fortune de 268 963 pièces de monnaie artésienne et sa propriété comprenait le domaine du Steen van Elewijt.
Charles fut le parrain de baptême de Pedro Coloma II, second fils de Pedro Coloma, premier baron de Bornem, en 1587. Charles s'était d'abord rangé du côté d'Orange, mais est ensuite entré au service de Marguerite de Parme. Après un séjour en France où il participa aux guerres de religion, il retourna aux Pays-Bas en 1576, où il servit sous Don Juan d'Autriche et ensuite sous Alexandre Farnèse. En 1579, il reçoit le commandement de l'artillerie et participe à diverses opérations militaires, dont le siège d'Anvers (1584-1585), où il est grièvement blessé. Après la mort de Farnèse, il commandait temporairement les troupes espagnoles aux Pays-Bas. Il participa à la bataille contre le prince Maurice de Nassau et en 1592 comme amiral à la bataille des Espagnols en France. En 1593, il s'engage dans l'armée impériale qui combat les Turcs en Hongrie et est tué au combat à Comores le 14 août 1595.

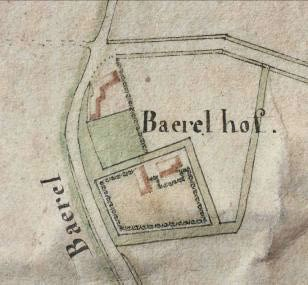
Het Baerel hof (Carte des propriétés du comte Charles de Marnix dressée par l'arpenteur F. Le Brun le 15 octobre 1807. (BORNEM. KA, Cartes et plans - Photo Walter Verstraeten))

## Seconde phase historique (1595-1742)
En 1595, le colonel la Bourlotte devint propriétaire de Barelsteyn, suivi par Jan Brasseliers. Il le vendit en 1605 à Remacle Roberti, qui le légua à Pieter de La Faille en 1617 pour la somme de 24 000 florins. En 1708, il fut de nouveau vendu à Pieter Judocus de Keersmaecker, greffier des terres et du comté de Bornem de 1696 à 1732. Il épousa le 3 avril 1700 Catharina de Keersmaecker, fille de Jan de Keersmaecker, greffier de Temse et Cauwerburg. Le beau-frère de Pieter, Petrus Jacobus de Keersmaecker, mourut à Bornem le 10 juillet 1724. Pieter devint maintenant seigneur de Barelsteyn ainsi que seigneur de Leugenhage, également connu sous le nom de Blauwhoeve à Temse. Comme Petrus, Pieter et sa femme ont été enterrés dans le chœur de l'église paroissiale de Bornem. La pierre tombale est maintenant située au fond de l'église devant la chapelle hebdomadaire. Pieter était connu à Bornem comme l'homme le plus riche après le comte. Il mourut à l'âge de 73 ans le 19 octobre 1732. Sa femme Catherine est décédée à l'âge de 60 ans. Leur mariage est resté sans enfant. Selon certaines sources, leurs biens, dont Barelsteyn, ont été répartis entre plus de 700 héritiers.

## Troisième phase historique (1742-1800)
En 1742, le chateau de Barelsteyn devint la possession de la famille Papejans de Morkhoven. On parlait alors du "Casteel en Baerelhoeve". Le domaine se composait d'une multitude de fiefs et couvrait une superficie de 36,5 arpents (1 arpent = 900 tiges = 1,3118 hectares) soit 39 hectares, 35 ares et 4 centiares. Le 6 novembre 1798, le centre de Bornem est victime d'un incendie et 188 maisons sont détruites à Bornem. Cela peut expliquer pourquoi Barelsteyn fut définitivement démoli à la fin du XVIIIe siècle. Il ne figurait plus sur une carte de 1800 de la République française (1799-1800) réalisée par J. Maillaert et Sœur. Sur la carte de Gigault de 1807, seul un vestige des dépendances est indiqué (voir fig. ). Les remparts sont toujours dessinés sur le plan cadastral de C. Popp, mais il n'y a aucune trace de bâtiments. Aujourd'hui, il ne reste qu'une partie de ce mur.

## Anecdotes
- Le zoo de Barelhoeve et l'ancienne taverne Barelsteyn sont situés à proximité immédiate des fondations de Barelsteyn.

## Voir également
- Liste des châteaux en Belgique